# كيث وايت
كيث وايت (بالإنجليزية: Keith White)‏ هو بحار بريطاني، ولد في 1948، وتوفي في 17 يناير 2019.